# Niccolò de Simone

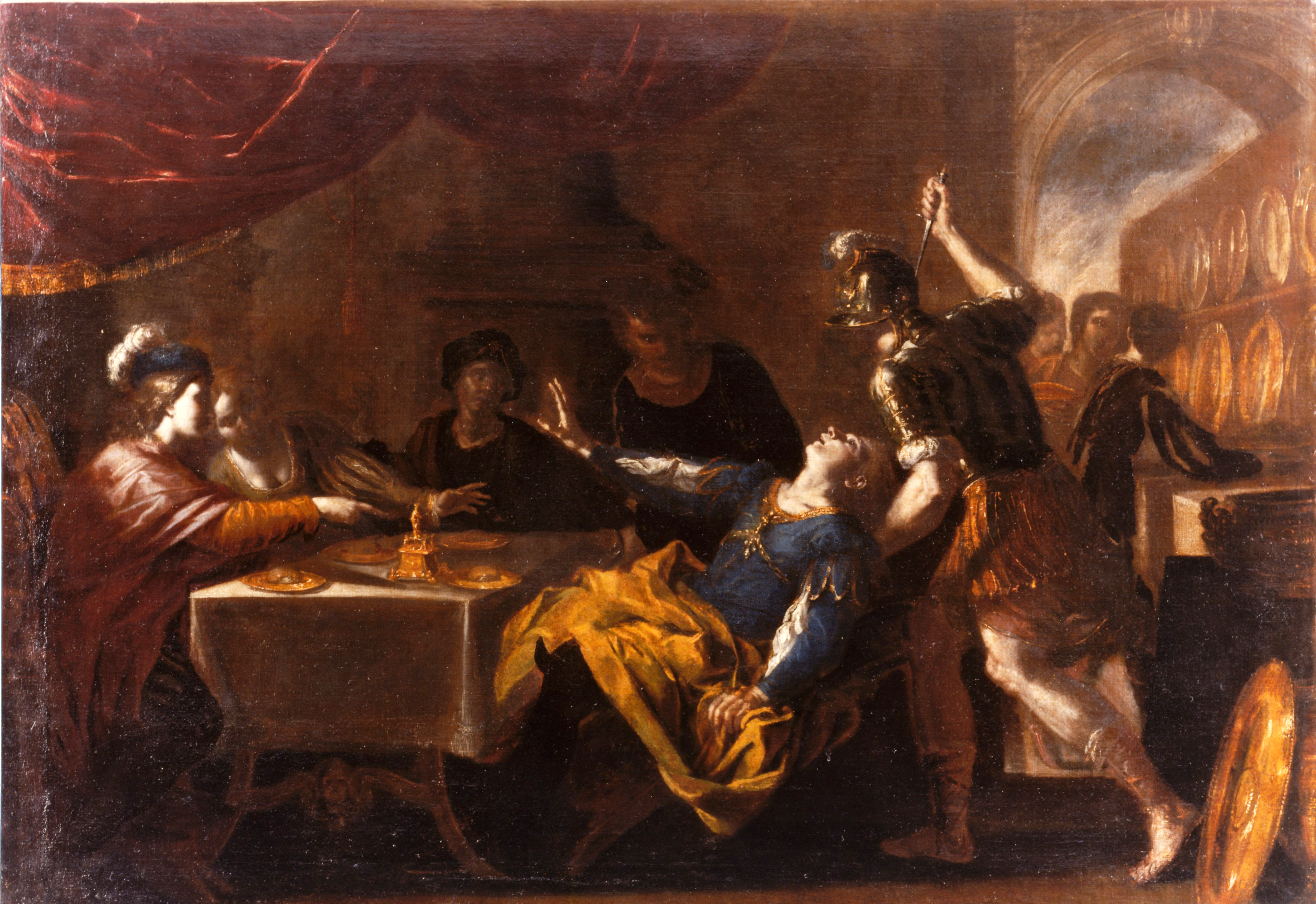
O Banquete de Absalão, obra atribuída a Niccolò de Simone.

Niccolò de Simone (Liège, desconhecida – 1655?) foi um pintor flamengo, também conhecido como Lo Zet ou Lopet, cuja carreira permaneceu ativa de 1633 a 1655 na comuna italiana de Nápoles.
Em sua época havia-se o costume criar os filhos desde a infância para determinada profissão, e não sabe-se se Simone foi criado para tornar-se um pintor. Também pouco sabe-se sobre sua vida, sendo o ano de seu nascimento desconhecido e o de sua morte especulado por pesquisadores que chegaram, com base na falta de documentos a partir desse ano, à conclusão de que Simone provavelmente morreu em 1655 ou pouco depois, uma data que os faz associar a morte de Simone à Grande Peste de Nápoles de 1656, epidemia que então matou vários outros artistas e um terço da população de Nápoles.
De sua carreira também poucas informações são conhecidas, sabendo-se somente que teve uma carreira ativa em Nápoles documentada de 1633 a 1655, apesar de ignorar-se quando ele mudou-se da Bélgica para a Itália. De acordo com o pintor e historiador italiano Bernardo De Dominici, Simone ficou por um tempo em Portugal, apesar de não haver documentos que comprovem isso.
Sua obra apresenta grande fidelidade aos traços físicos dos retratados e às localidades apresentadas, passando por diversas fases. Muitas de suas pinturas chegaram aos dias de hoje.